# Бомбардування Сан-Марино
Бомбардування Сан-Марино — бомбардування міста Сан-Марино, здійснена Королівськими військово-повітряними силами Великої Британії 26 червня 1944 під час Другої світової війни. На місто було скинути 263 бомби. В результаті бомбардування загинуло 63 мирних жителя.
На початку вересня 1944 року Сан-Марино був окупований німецькими військами, а 20 вересня його відбили союзні війська.